# اورلی (ویلتشر)
اورلی (به انگلیسی: Everleigh) یک روستا و محله مدنی در بریتانیا است که در ویلتشر واقع شده‌است. اورلی ۲۱۱ نفر جمعیت دارد.